# Stenkorset på Kvitsøy
59°3′51.167″N 5°25′50.444″Ø / 59.06421306°N 5.43067889°Ø
Stenkorset  på Kvitsø, også kendt som Kvitsøykrossen der ligger ved bebyggelsen Leiasundet i kommunen Kvitsøy vest for Stavanger i Norge og er øgruppens mest  kendte fortidsminde. Det er 3,9 meter højt, og et af de højeste af sin slags i landet. Korset er let synlig fra sejlruten og har derfor i alle år været et kendt sømærke. 
Ingen ved med sikkerhed, hvornår korset blev sat op, men det må være mindst 1000 år gammelt. Det er lutret af saltvand og vind. Nogle mener, at engelske missionærer kan have rejst korset allerede i 900-tallet, men det kan også være ældre. Siden har det været et sømærke for søfarere, fra vikingtiden til i dag. Snorre Sturlason fortæller, at Erling Skjalgsson og Olav Haraldsson gjorde et forlig ved korset i 1016.